# Microgeradora

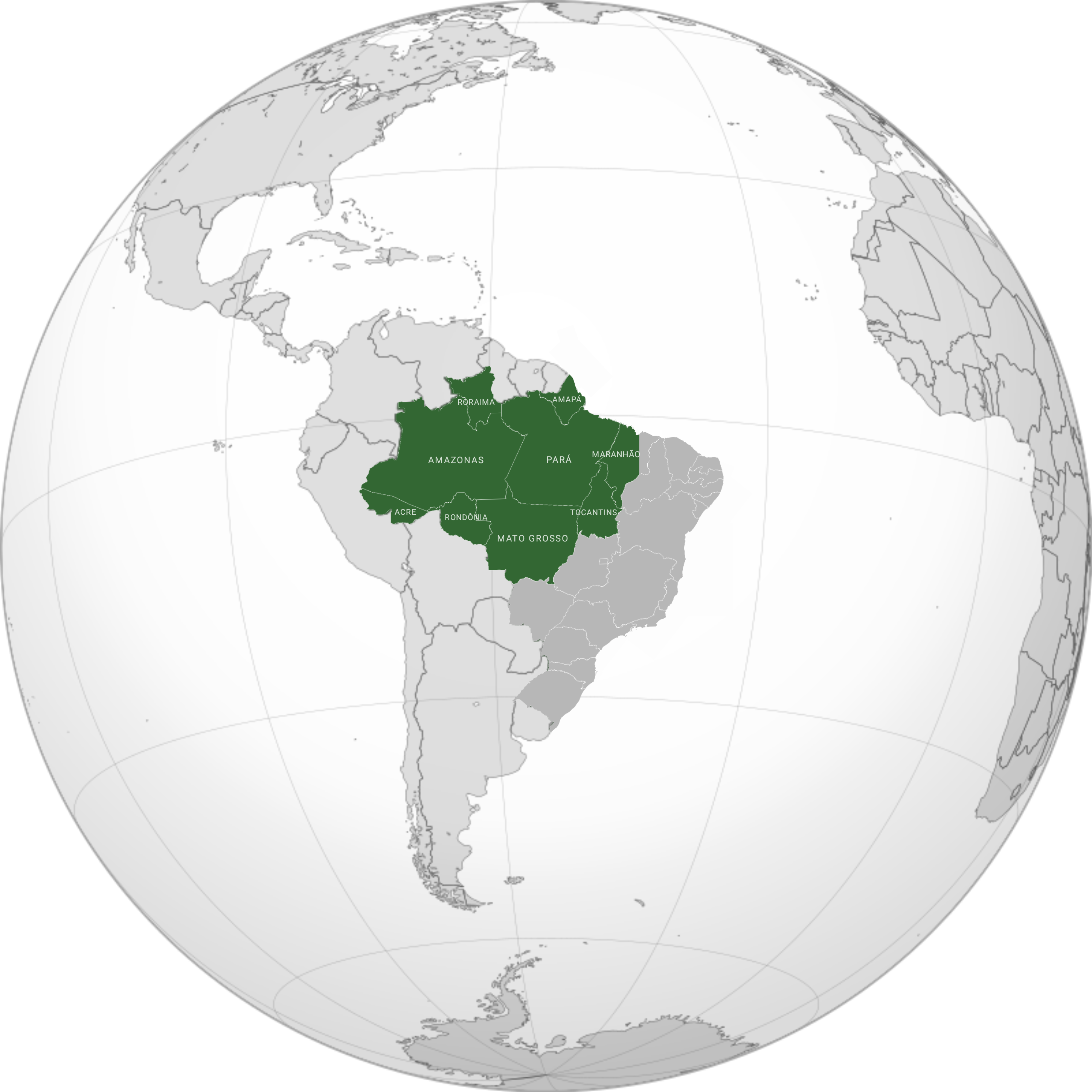
Área correspondente à Amazônia Legal

Uma microgeradora (também chamada de retransmissora mista ou RTV), no Brasil, é uma retransmissora de televisão que, por estar situada dentro da Amazônia Legal, tem a permissão para inserir conteúdo local em sua programação a partir de seus estúdios.
Esta distinção para as retransmissoras situadas na Amazônia Legal foi atribuída por meio do Decreto nª 81.600, de 25 de abril de 1978, assinado pelo presidente general Ernesto Geisel, permitindo a inserção de programação local nas "regiões de fronteira de desenvolvimento". Por não definir tais regiões, o decreto não teve efeito até o governo de José Sarney, quando o Ministro das Comunicações Antônio Carlos Magalhães assinou a portaria nº 93 em 19 de julho de 1989, determinando que essas regiões seriam as da Amazônia Legal. A portaria também determina que a programação local das retransmissoras não deve ultrapassar 15% e que seu conteúdo deve veicular "notícias e informações de interesse comunitário e de caráter local" e dar ênfase "a aspectos e valores inerentes à cultura local ou ao bem estar individual e coletivo, visando ao aprimoramento e à consolidação da vida comunitária".
Criada por meio da lei nº 1.806, de 6 de janeiro de 1953, a Amazônia Legal corresponde aos estados do Acre, Amapá, Amazonas, Mato Grosso, Pará, Rondônia, Roraima, Tocantins e parte do estado do Maranhão (a oeste do meridiano 44 W), o que representa 61% do território brasileiro.